# Rufino (governatore della Britannia)
Rufino (latino: Rufinus; fl. anni 220) è stato un funzionario romano fu governatore della Britannia Superior, una delle province che formavano la Britannia Romana, probabilmente durante il III secolo.
Potrebbe essere quell'Aulo Triario Rufino che fu console nel 210; un altro candidato è Quinto Aradio Rufino. Il suo nome è noto tramite un'iscrizione trovata a Reculver in Kent, in un contesto che potrebbe essere associato agli anni 220.